# 大陸打通作戦
大陸打通作戦（たいりくだつうさくせん）は、日中戦争中の1944年（昭和19年）4月17日から12月10日にかけて、日本陸軍により中国大陸で行われた作戦。正式名称（日本側作戦名）は一号作戦（英語: Operation Ichi-Go）。その結果発生した戦闘についての中国側呼称は豫湘桂会戦。前半の京漢作戦（コ号作戦）と後半の湘桂作戦（ト号作戦）に大きく分けられる。
日本軍の目的は、当時日本海軍の艦船や台湾を攻撃していた爆撃機を阻止するために、中国内陸部の連合国軍の航空基地を占領することと、日本の勢力下にあるフランス領インドシナへの陸路を開くことであった。日本側の投入総兵力50万人、800台の戦車と7万の騎馬を動員した作戦距離2400kmに及ぶ大規模な攻勢作戦で、日本陸軍が建軍以来行った中で史上最大規模の作戦であった。
計画通りに日本軍が連合国軍の航空基地の占領に成功し勝利を収めたが、その後連合国軍が航空基地をさらに内陸部に移動させたことや、作戦中にアメリカ軍によりマリアナ諸島が陥落し、本州がアメリカ軍の作戦範囲内になったことから戦略目的は十分には実現できなかった。

## 背景
本作戦は服部卓四郎・大本営陸軍部作戦課長が企画立案し敢行したもので、次のような複数の戦略目的があった。
- 華北と華南を結ぶ京漢鉄道を確保することで、インドシナ半島などの日本の勢力圏内にある南方資源地帯と日本本土を陸上交通路で結ぶこと。当時、通商破壊により日本の海上交通は被害を受けつつあった。鉄道確保は、減少しつつある中国戦線の兵力の機動力を高めて[3] 小兵力での戦線維持を実現する狙いもあった。
- アメリカ陸空軍の新型長距離爆撃機である、ボーイングB-29の基地に使用されると予想される連合国軍の航空基地を占領し、中国大陸側からの日本本土空襲を予防すること。これに先立つ1943年11月には台湾の新竹空襲が起き、続く北九州方面への空襲への危機感があった。
- 蔣介石の率いる中国国民革命軍の撃破とその継戦意思を破砕すること。日本の無条件降伏を通告したカイロ会談参加の三国の中で最も弱体の中国国民党勢力を叩いて、カイロ宣言の裏にある英米の対日戦略を崩壊させる狙い。
- 太平洋戦線における戦況悪化、さらにイタリアの降伏やドイツのヨーロッパ戦線での戦況悪化の中で勝利のニュースを作り、国民の士気を維持すること[4]。

当時日本軍は、アメリカ軍やイギリス軍、オーストラリア軍などの連合国軍との戦いが熾烈さを増してきた太平洋方面での防衛体制構築のため、中国戦線から部隊を抽出しつつあり（甲号転用）、支那派遣軍（司令官：畑俊六大将）は太平洋戦争開始時の兵力90万人以上から62万人へと減少していた。大陸打通作戦は1943年夏ごろから大本営で検討されていたが、このような兵力上の問題からなかなか実施決定に至っていなかった。しかし、台湾の新竹空襲など危機感の高まりから、ついに実施が決定したのである。支那派遣軍の指揮下にある25個師団と11個旅団のうち、歩兵師団17個と戦車師団1個、旅団6個が投入されることになり、太平洋戦争開始以来最大の作戦となった。防諜上の観点から、参加部隊の通称号は、一部で正式なものとは異なる臨時の兵団文字符を使用した。
ただ、大陸打通作戦の実施については、なお異論もあった。第11軍の参謀の間では、連合国軍の航空基地制圧及び中国国民党軍の継戦意思破砕という目的のためには、首都である重慶・成都方面への侵攻の方が有利であるとの意見があった。また、食料・物資補給の観点から作戦実施に慎重な意見もあった。東條英機参謀総長は本作戦を認可しながらも「敵航空基地破壊を徹底し、要らざる欲を出すな」と作戦目的を連合国軍の航空基地破壊に限定するよう指示したが、服部はあくまで陸上交通路を結ぶことに拘り、作戦計画を変えなかった。一方中国側の兵力は、1944年1月時点で全土に約300万人存在すると考えられた。

## コ号作戦/京漢作戦

### 河南の会戦/豫中会戦
まず、事前の準備として京漢鉄道の黄河鉄橋の修復が1943年末から開始され、関東軍の備蓄資材などを利用して1944年3月末までに開通した。4月14日、第12軍（司令官：内山英太郎中将）の部隊が列車で黄河の通過を開始した。内山中将の指揮下には第62師団と第37師団、第110師団、独立混成第7旅団の各歩兵部隊の他、戦車第3師団と騎兵第4旅団が入った。
4月20日、日本軍は覇王城を守る中国第85軍に対して攻撃を開始した。中国軍はすぐに後退に移ったのに対して、日本軍は追撃を開始し、河南省密県での撃滅を目指した。第37師団の歩兵第225連隊により密県は攻略され、守備していた中国軍第23師団は壊滅させられた。
ついで日本第12軍は、許昌市の攻略と救援に来るであろう中国軍の包囲殲滅を狙った。日本軍の許昌進撃を知った蔣介石は、4月26日に許昌の死守を命じ、援軍を派遣させた。日本軍は第62師団を迎撃部隊として控えさせたうえ、4月30日に第37師団をもって許昌攻城戦を開始した。第37師団は城外のクリーク渡河に苦労したものの、山砲の集中と航空支援により翌日には許昌を占領してしまった。守備隊長であった新編第29師団長の呂公良（zh）少将は戦死した。援軍としてやってきた中国側の第12軍（司令官：湯恩伯将軍）と第29軍も迎撃を受け、うち第12軍は5月7日までに壊滅した。日本第12軍の支援を受けた第11軍の第27師団は、5月9日確山に到着し京漢陸路の打通に成功、南北の連絡を完成した。
さらに中国軍の物資集積基地のあった盧氏県も、5月20日までに日本の第37師団歩兵第226連隊によって占領された。所在の飛行場と倉庫は日本軍の制圧下となった。湯恩伯将軍によれば、京漢作戦中で最大の打撃であったという。
河南の中国軍は糧食を住民からの徴発による現地調達に頼っていたため、現地住民の支持を得ることができなかった。これが中国軍の敗北の大きな一因になったと言われる。1942年には大旱魃があったばかりだった。
蔣鼎文によるとほとんど一揆のような状態だったという。

### 洛陽攻略戦

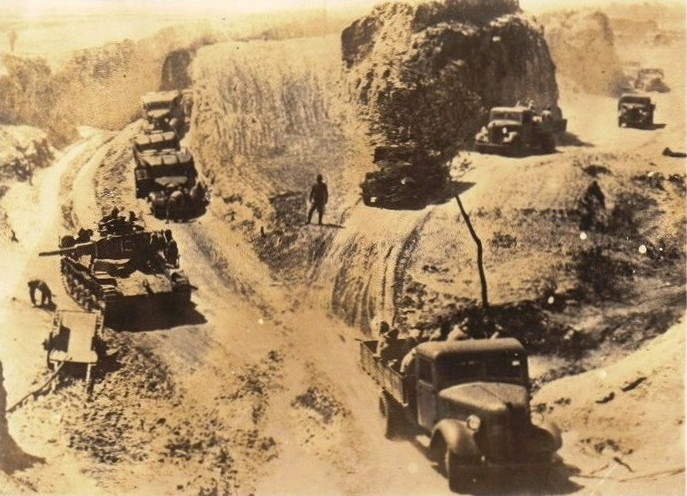
進軍する日本軍の機械化部隊

順調な作戦推移を見た日本の北支那方面軍司令部（司令官：岡村寧次大将）は、第12軍に洛陽の攻略を命じた。第12軍の内山中将は中国側の野戦部隊追撃を重視したため、5月19日に第63師団と独立歩兵第9旅団のみでの攻略を命じたが、容易には攻略できなかった。その後、戦車師団などを含む第12軍主力による攻撃に切り替えられ、5月23日～5月25日の戦闘で洛陽を占領した。洛陽の戦闘で中国軍は、第36集団軍司令官の李家钰（zh）中将が戦死した。
これをもって、前半の京漢作戦は完了した。京漢鉄道は開通し、日本軍の記録によれば中国軍の損害は遺棄死体32,390体、捕虜7,800人に及んだ。北支那方面軍司令官の岡村大将は、堕落していた占領軍の規律を回復させ、「焼くな、殺すな、犯すな」の三悪追放令を発した。この結果、例えば第110師団の占領地域では夜間でも民間人が安心して外出可能であるほどまでに治安が向上し、終戦後の復員の際にも中国側担当者の胡宗南将軍により第110師団は優遇された。

## ト号作戦/湘桂作戦

### 第四次長沙会戦

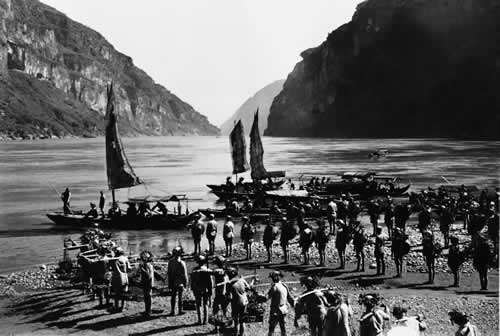
渡河する国民政府軍

湘桂作戦は漢口駐留の第11軍（司令官：横山勇中将）を中心に実施された。その兵力は固有の8個歩兵師団と1個旅団のほか、京漢作戦から転戦した第37師団など3個師団が加わって36万人を超えた。第11軍の最初の任務は、連合国軍の航空基地が設置されていると見られる長沙市の占領であった。長沙は1941年にも攻略を目指しながら、2度にわたって完全占領に失敗し撤退しており、中国側は数少ない勝利の地として“長沙不陥”を喧伝し、日本側の関係者は長沙は恐怖の一言に尽きると恐れていた(第一次長沙作戦・第二次長沙作戦)。第11軍司令部としては、長沙の占領よりも中国側の野戦軍の撃滅を重視しており、都市攻略には3個師団のみをあて、主力5個師団は別に前進しての決戦を計画していた。5月27日の海軍記念日に日本軍は進撃を開始した。
対する中国側は、第9戦区軍（司令官：薛岳将軍）の29個師団を主力に、約40万人を有した。うち長沙の防衛には第4軍の3個師団を配置した。
6月16日、日本の第34師団・第58師団・第116師団は、長沙の攻撃に着手した。中国側の守備隊主力は郊外の丘陵に拠って応戦したが、6月18日に日本軍が水路で運び込んだ15cm榴弾砲2門が砲撃を開始すると、夜陰に紛れて撤退した。しかし、横山軍司令官は略奪などの発生を警戒して、部下将兵に長沙市街への入城は禁じた。同日夜、アメリカ軍機の激しい空襲により、長沙市街は全焼した。
この間、日本側の第11軍主力は中国軍主力の捕捉を試みたが、中国側は決戦を回避したために大きな成果を得なかった。

### 衡陽の戦い

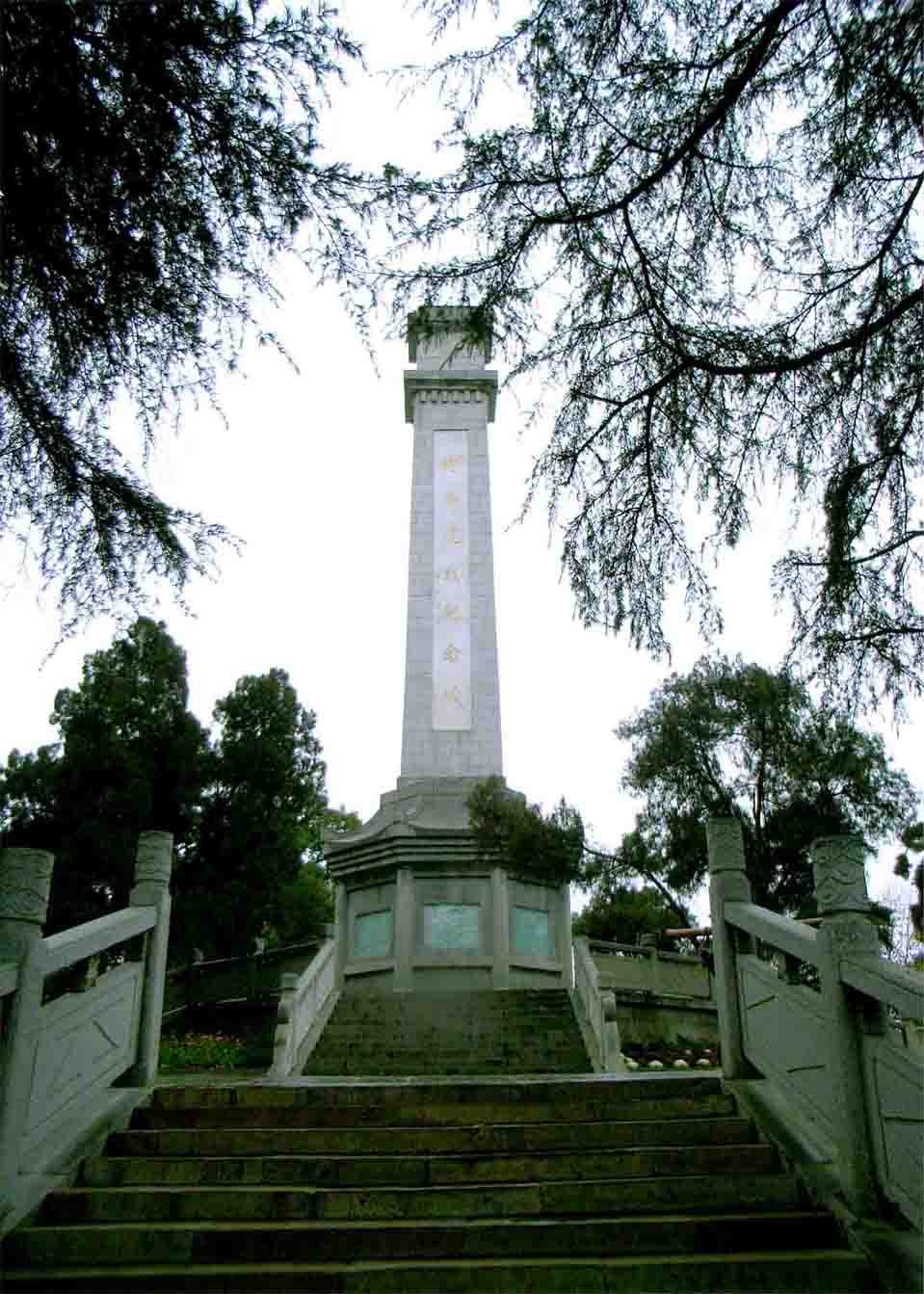
衡陽における中国軍の善戦を記念する碑

ついで日本軍は同じく飛行場所在地である衡陽の攻略に向かった。ここでも第11軍司令部は野戦軍の捕捉を重視し、第68師団と第116師団のみで衡陽占領を目指した。他方4個師団を中国軍との決戦兵力とし、2個師団は補給路の自動車道路構築にあてた。
6月26日から日本軍は衡陽攻撃を開始し、夜襲により速やかに飛行場の占領には成功した。しかし、衡陽城市の占領は簡単にはできなかった。中国側の第10軍（司令官：方先覚（zh）将軍）は4個師団の兵力で、養魚場やレンコン畑、丘陵などの地形を生かした防御陣地を構築していた。日本側の第一次総攻撃は7月2日までに頓挫し、第68師団司令部が迫撃砲の直撃を受けて師団長・参謀長が負傷するなどの被害を受けた。日本側は火砲・食糧・弾薬が不足しており、山砲などの到着を待って7月11日に第二次総攻撃を開始したが、これも将校の死傷が相次ぐなどして失敗に終わった。
事態を重くみた支那派遣軍総司令部は、総参謀長松井太久郎中将を現地に派遣して、第11軍に攻城戦への戦力集中を求めた。横山第11軍司令官はこの指示に従い、第58師団・第40師団・第13師団（一部）と重砲部隊を衡陽に向けた。これにより日本側の砲兵は10cmカノン砲など重砲5門、野砲・山砲50門となり、開通した自動車道により弾薬も集積できた。第三次総攻撃は8月4日から開始され、激しい戦闘の末に8月8日についに中国第10軍は降伏した。中国側の援軍は、積極的な行動を行わず、衡陽には到着しなかった。40日間の戦闘で日本軍の損害は死傷19,380人に上り、これには志摩源吉少将（第68師団の歩兵第57旅団長）など390人の士官の戦死、同じく520人の負傷が含まれていた。中国側の死傷者も7千人以上になり、これは第十軍の3分の2に及んだ。
方先覚将軍は部下の将兵と市民を引き連れて投降したがこれは中国軍としては初めてのことだった。その後方先覚将軍は捕虜収容所を脱走し重慶に帰還し、蔣介石から勲章を受けた。

### 桂林・柳州の戦い

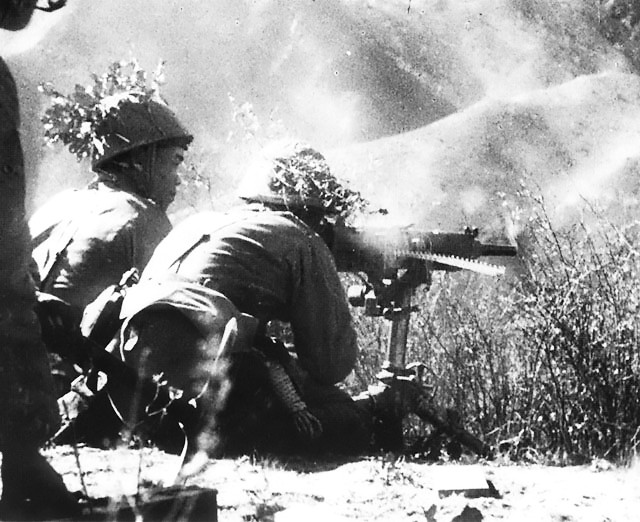
桂林・柳州の戦いで戦闘に臨む日本軍

この頃、中華民国軍の協力を受けて桂林・柳州に進出したアメリカ軍航空隊の航空機により、ヒ72船団などの日本軍輸送船団に被害が出るようになっていた。
日本軍の当初計画では、衡陽攻略後には速やかに桂林や柳州へと南進する予定であった。しかし、衡陽での苦戦を見た日本の大本営は、以後の作戦の前に第11軍の再編と休養を行う方針とし、補充兵10万人を送ることにした。8月下旬には現地の統括司令部として第6方面軍（司令官：岡村寧次大将）を新設し、第11軍などを指揮下に入れて安定した作戦遂行を図った。第11軍は自動車道の開通で補給態勢がようやく整ってきていたので、大本営の方針を無視して進撃を続けたが、アメリカ軍によりサイパン島が陥落し作戦目的は失われたと判断した大本営とフィリピンでの戦いに備えて桂林・柳州の米軍飛行場を攻略したいと言い出した作戦立案者の服部作戦課長らが停止か継続かで対立、結局服部の意見が通り10月に興安県へ到達したところで発令された停止命令が解除された。
第6方面軍は11月3日の明治節を期して進撃を再開することにし、桂林と柳州を順に攻略するという計画を立てた。ところが、進撃開始後、第11軍は独断で桂林と柳州に同時侵攻し、方面軍の指導を無視して11月10日までに容易に双方を占領した。日本軍は柳州付近での中国軍との決戦を想定していたが、白崇禧将軍率いる中国軍主力は戦闘を回避して後退したのであった。
日本軍は無事に桂林・柳州の連合軍基地を占領したかに見えたが、このような事態になることを恐れたアメリカ軍は、日本軍の侵攻に先立つ10月に航空基地を爆破した上で撤収していた。なおこの際に、連合国東南アジア軍副最高司令官のジョセフ・スティルウェルは、フランクリン・D・ルーズベルト大統領により罷免され帰国させられている。後任にはアルバート・ウェデマイヤーが就任した。
もっとも、第131師団長の闞維雍（zh）は撤退を拒んで桂林市内に立てこもり戦死し、桂林防衛司令部参謀長陳済恒（zh）や第31軍参謀長呂旃蒙（zh）らも退却中に戦死するなど、中国軍も無傷では済まなかった。日本軍は補給線が伸びきり自動車用の燃料が不足したために、これ以上の追撃は不可能だった。この頃になると日本軍の食糧不足は深刻となり、周辺住民からの強制徴発無しでは作戦が不可能になっていた。小銃などの武器弾薬も不足し補充兵だけが送られてくる状況だった。中国軍も日本軍も補給は現地調達頼みだったので周辺住民には大変な負担がかかった。

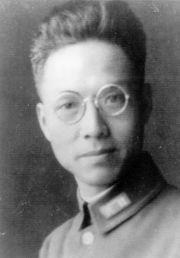
闞維雍第131師団長
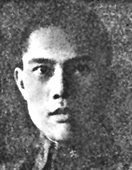
呂旃蒙第31軍参謀長

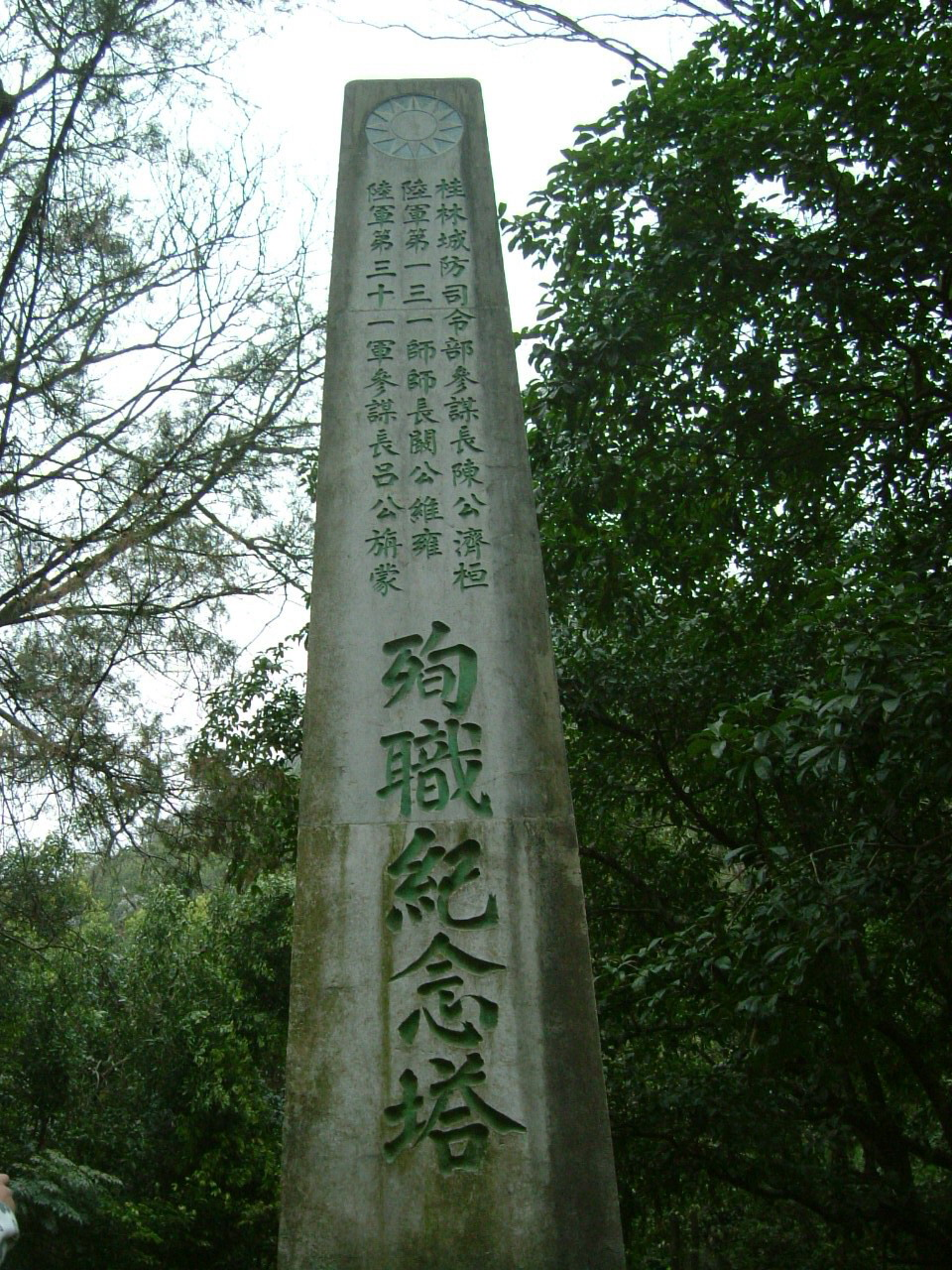
闞維雍師団長、陳済恒・桂林城防衛司令部参謀長、呂旃蒙第31軍参謀長の慰霊碑

第6方面軍の命令で第23軍の第22師団が南寧を再占領し、12月10日には第37師団が綏禄にて仏印方面から北上してきた第21師団の一宮支隊と連絡に成功した。ここにおいて「大陸打通」は一応成功したことになる。これにより第22師団と第37師団が仏印方面へ進出し印度支那駐屯軍へ編入された。さらに、第3師団と第13師団は、一時貴州省に進出し、独山まで到達した。

### 南部粤漢線打通作戦と湘桂反転作戦(光号作戦)
華南とベトナムの間には自動車道のみで鉄道路線がなかったが、今から鉄道路線を建設するのは間に合わないとされた。第40師団の4組の挺進隊（便衣兵）は、1945年（昭和20年）1月3日から次々と潜行を開始し粤漢鉄道の各所に達し、師団主力も1月18日に行動を開始、1月27日には南側から侵攻してきた第104師団と連絡、ほぼ無傷で粤漢鉄道を確保することに成功する。1月30日には第27師団が遂川飛行場を占領、第40師団と第27師団は更に南下し広東に移駐、第23軍に編入されバイアス湾の両側に展開し連合国軍の中国南部上陸に備える体制を採り、地図の上では朝鮮から香港までの鉄道路線が確保された。続けて4月からは湖南省西部で芷江作戦を、河南省西部および湖北省北部で老河口作戦を実施した。この二つの作戦は日本陸軍最後の大規模な攻勢作戦となった。
2月12日に服部は、宜山に在った第13師団歩兵第65連隊の連隊長に就いたが、ビルマを奪還した連合国軍がインドシナ半島も攻撃するようになっており、太平洋側では4月1日に沖縄に上陸、このため服部の所属する第13師団の他、第3師団と第34師団は4月18日に支那派遣軍直轄師団となり南京方面に集結することになった。5月28日には大本営が支那派遣軍に対し、湘桂・粤漢鉄道沿線の占領地域の撤収を指示、広西省の第11軍全軍が南京方面に撤退を開始した(光号作戦)。第11軍のしんがり部隊となった第58師団は、追撃する中国軍と交戦、多くの犠牲を出した。また、沿岸部の広東に在って、連合国軍の中国南部上陸に備えていた第27師団、第40師団や第131師団も、支那派遣軍直轄になり上海に向けて撤退した。日本軍は中国軍の追撃と連合国軍の機銃掃射の中、かつて進撃してきた道を引き返し南京や上海方面に撤退、これまでの作戦で得た、陸上交通路の確保と飛行場の占領という戦果を自ら放棄することになった。

## 航空戦

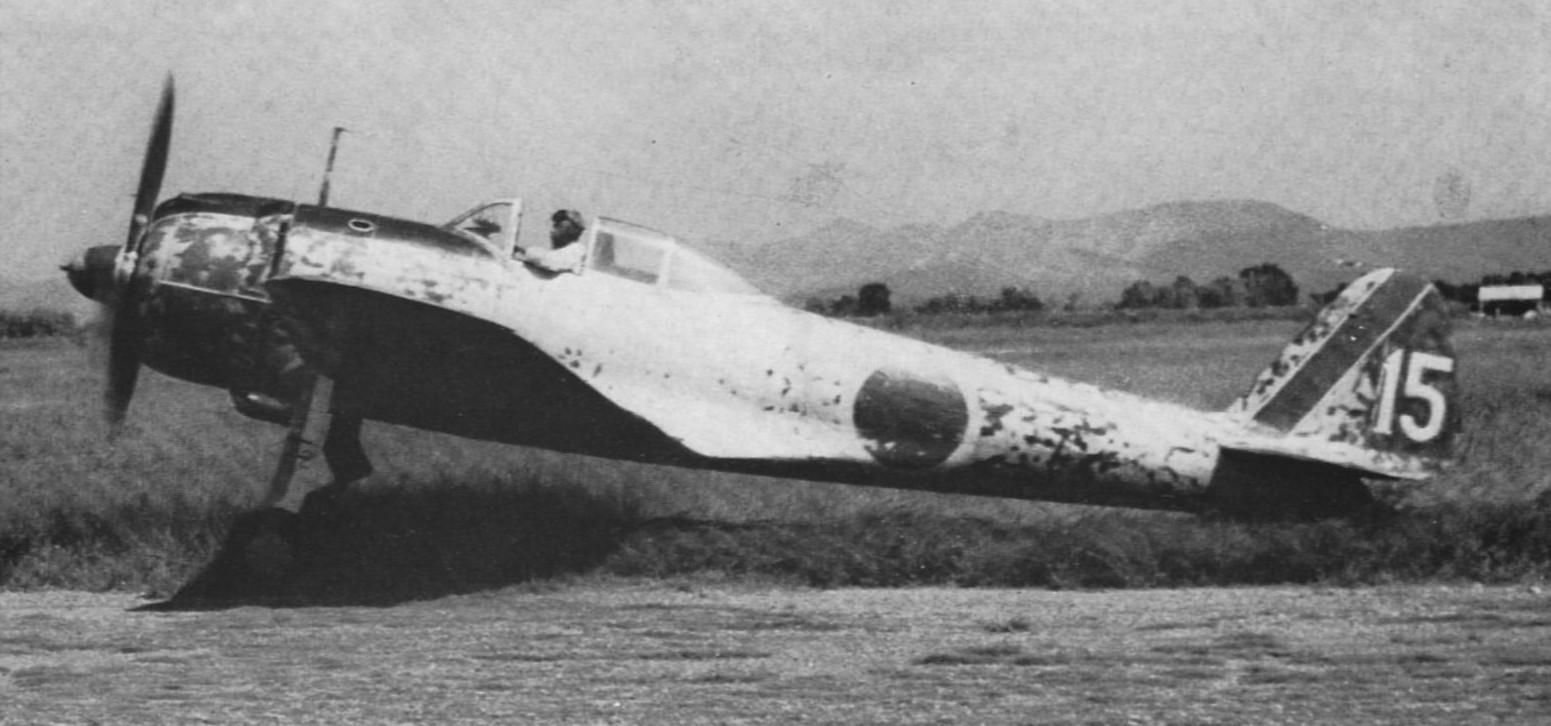
中国戦線で撮影された日本陸軍の戦闘機(一式戦闘機)

日本側は第5航空軍隷下の250機弱が中国戦線にある航空兵力であった。1943年8月21日から1944年5月6日の期間中、連合軍機44機撃墜に対して空戦損害は10機喪失を報告しており、この頃、その数を背景に連合国軍が勢力を増してきていた太平洋方面でのそれに比べると善戦であった。
しかし、これらの陸軍航空隊は戦闘消耗と太平洋方面への転出で、1944年7月には150機に減少した。アメリカ陸空軍を主体とする連合国側の航空兵力は逆に増加し、1944年5月には520機だったのが、7月には750機となった。日本側は新鋭四式戦闘機を装備した飛行第22戦隊を9月から1ヶ月限定で投入して、一時的に戦況を好転させたものの、全体としては連合国側が制空権を握ってきていたため、日本軍の地上部隊は空襲を避けるために夜間移動しなければならなかった。日本軍の補給線は激しい空襲を受けて、前線で弾薬などの不足をきたした。1944年12月には漢口大空襲が実施された。

## 結果

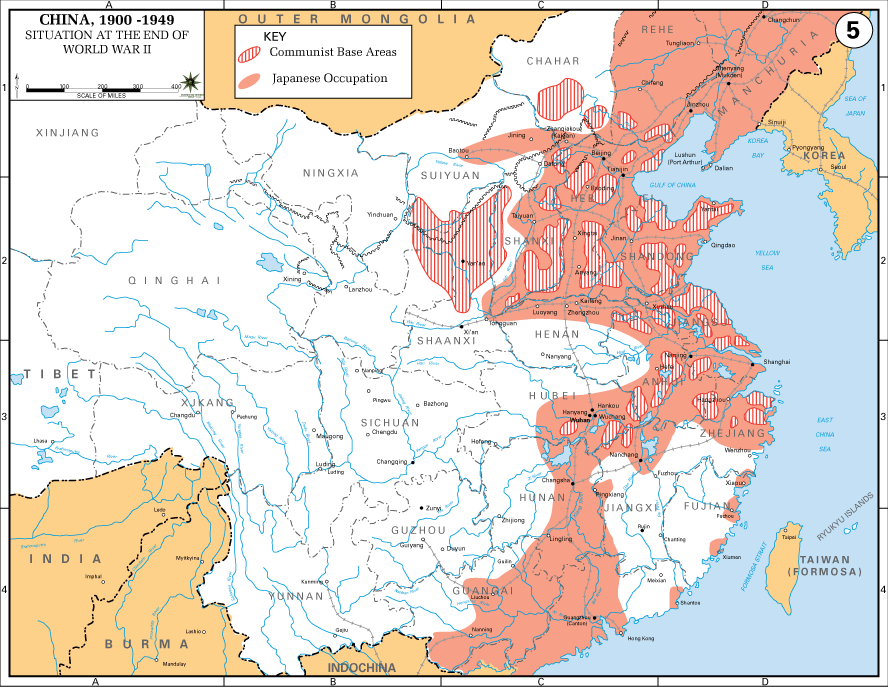
大陸打通作戦後の日本軍占領地域(赤部分)、及び中国共産党ゲリラの拠点地域(ストライプ部分)

日本軍は勝利したものの、戦死が11,742と戦病死がそれ以上 にも上り、合わせて戦死・戦病死者十万という多大な損害となった。この大陸打通作戦の最大の目的は、中国西南地区に設置されたアメリカ陸軍航空軍基地群を占領する事であった。当時日本は中国戦線の制空権の一部を連合国軍に奪われており、中国の基地から出発したアメリカ軍のボーイングB-29爆撃機は九州、山陰、朝鮮を爆撃していた。満足な装備を持たない日本軍がこの作戦に成功した要因は、アメリカやイギリスから供給された武器や物資があるにもかかわらず、国民党軍が満足に戦わなかったからである。その結果、桂州と柳州では在華米軍基地を日本軍に明け渡した。
7月にルーズベルトは蔣介石に書簡を送り、在華米軍、国民党軍、共産軍（八路軍・新四軍）を統合した最高指揮官にスティルウェル将軍を任命するよう提案したが、蔣介石はこれを拒絶している。スティルウェルはその日記に次のように記述している。
| 「 | 蔣介石は自分に補給される軍需品をためておき、日本軍の退去につれ、共産主義者の地域を占拠してこれを粉砕するつもりである。（日本軍と）真剣に戦う努力はしないであろう。 | 」 |

なお、1942年の日本軍によるビルマ攻略以降、唯一の援蔣ルートであったイギリス領インドから中国への空輸による軍需物資輸送は、300万人の中国軍を維持するには輸送量に限界があり、運ばれた物資も、その多くがビルマ方面で援蔣ルート確保のためにスティルウェルの指揮のもと戦う中国軍部隊（X部隊及びY部隊）とクレア・リー・シェンノートの指揮する在華アメリカ陸軍航空隊に優先的に割り当てたため、中国本土で日本軍の支那派遣軍と戦う中国軍にはろくな補給がされず、装備も日本軍以上に貧弱で、敗北は必須だったと蔣介石を擁護する意見も存在する。そもそも当時の蔣介石政権は長期化した対日戦争に因るインフレにより経済的に内部崩壊を起こしていた。
中国国内のインフレは官憲の汚職を進行させ、軍隊の活動にも支障をきたした。また蔣介石は非中央系部隊（軍閥や共産党系の部隊）への補給を、再度行われるであろう国共内戦のために彼らが横領するであろうと躊躇したため、中国軍は戦力が不揃いなものになった。武器弾薬はおろか食糧に事欠く中国軍の大群は農民からの強制的な徴発で間に合わせた。河南は1942年に旱魃と飢饉があったばかりであり、日本軍の大攻勢で散り散りになると各地で同じ中国人の農民から袋叩きにされた。飢饉と重税により、日本軍や反政府ゲリラである八路軍に協力する、もしくは協力せざるを得ない住民が多数発生した。
他方で、日本軍は作戦目的地の占領には成功したものの、戦略的にはあまり利益を受けることができなかったという見方もある。地図上では朝鮮半島の釜山から、泰緬鉄道を経て、日本軍の勢力下にあるビルマのラングーンまで鉄道で往復できることになったが、広大な大陸を点と線で結んだに過ぎず、京漢鉄道は中国軍のゲリラ的妨害活動を排除して運行するには長大過ぎ、まともに機能しなかった。第22師団と第37師団を主に徒歩でフランス領インドシナへ転用できた程度であった。
また、アメリカ軍のボーイングB-29基地の使用阻止も、さらに内陸の老河口や成都、芷江などにも飛行場が作られたうえに、大陸打通作戦中の1944年7月にはマリアナ諸島が陥落したことで、日本本土の大半がボーイングB-29の作戦圏となっていた。やむなく続けて老河口作戦を実施して飛行場を制圧したものの、マリアナ諸島が陥落している以上は、本土空襲予防という意味ではほとんど成果は無かったことになる。大本営内部でも「作戦を続ければインパールの二の舞になる」として作戦中止と戦力の太平洋方面への転用を求める声もあった。
しかし作戦計画立案者の服部卓四郎作戦課長はあくまで作戦続行を主張したため、大陸打通作戦はその後も継続された。国民党軍の損害は軽微ではなかったものの、継戦意欲を完全に失わせるには至らなかった。占領地が広がった華北では八路軍の攻勢に苦しめられる事となる。さらに芷江の飛行場の制圧を試みた芷江作戦は中国軍の勝利に終わり、日本軍は撤退に追い込まれた。
大陸打通作戦は日中戦争最大の大攻勢、かつ日本陸軍最後の大攻勢であり、これにより国民党軍は大打撃を受けて国共内戦時に影響を受けた。しかし一方でアメリカは、蔣介石に対し内戦回避のため、双十協定締結の仲介も行っている。
バーバラ・W・タックマンの研究によれば、この作戦の結果は日本側の想像以上にその後の戦況に重大な影響を及ぼし、かつ日本の命運にも決定的な影響を与えたという。それによるとフランクリン・ルーズベルトは、開戦以来一貫して蔣介石を強く信頼しかつ支持しており、カイロ会談の際に、蔣介石を日本との単独講和で連合国から脱落しないよう、対日戦争で激励し期待をかけたが、本作戦により蔣介石の戦線が総崩れになった事でその考え方を改めたという。実際、これ以降蔣介石が連合国の重要会議（「ヤルタ会談」と「ポツダム会談」）に招かれる事はなくなった。
スティルウェル文書によると、「中国は勝てるか」と述べたルーズベルトに対し、スティルウェルは「蔣介石を排除するしかない」と述べ、1944年の衡陽会戦に際しては夜も眠れず、2回も自殺を考えたと言う。アメリカ側も蔣介石の暗殺を計画し、「毒殺」、「航空機事故」、「自殺に見せかける」という三方法が検討されたが、1944年ビルマ等の国際状況の変化で中止した。アメリカが想定していた後継者は孫科だった。
その結果、ルーズベルト大統領は対日作戦のシナリオを、従来の中国大陸の航空基地から日本などを爆撃するというものから、マッカーサーらが主張した太平洋の島々を逐次占領していくものに転換した。そしてもう一つ重要な点は、それまで蔣介石とその一派にのみ注がれ続けていたアメリカの目を、中国のもう一つの勢力、毛沢東指揮下の中国共産党軍に向けさせる効果を持ったことである。

## 戦略的誤算

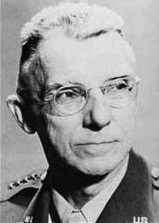
ジョセフ・スティルウェル
_{ルーズベルトとは対照的に蔣介石と国民党の能力を見抜いており、カイロ宣言後に国民党政権倒壊の危険信号を出した。}

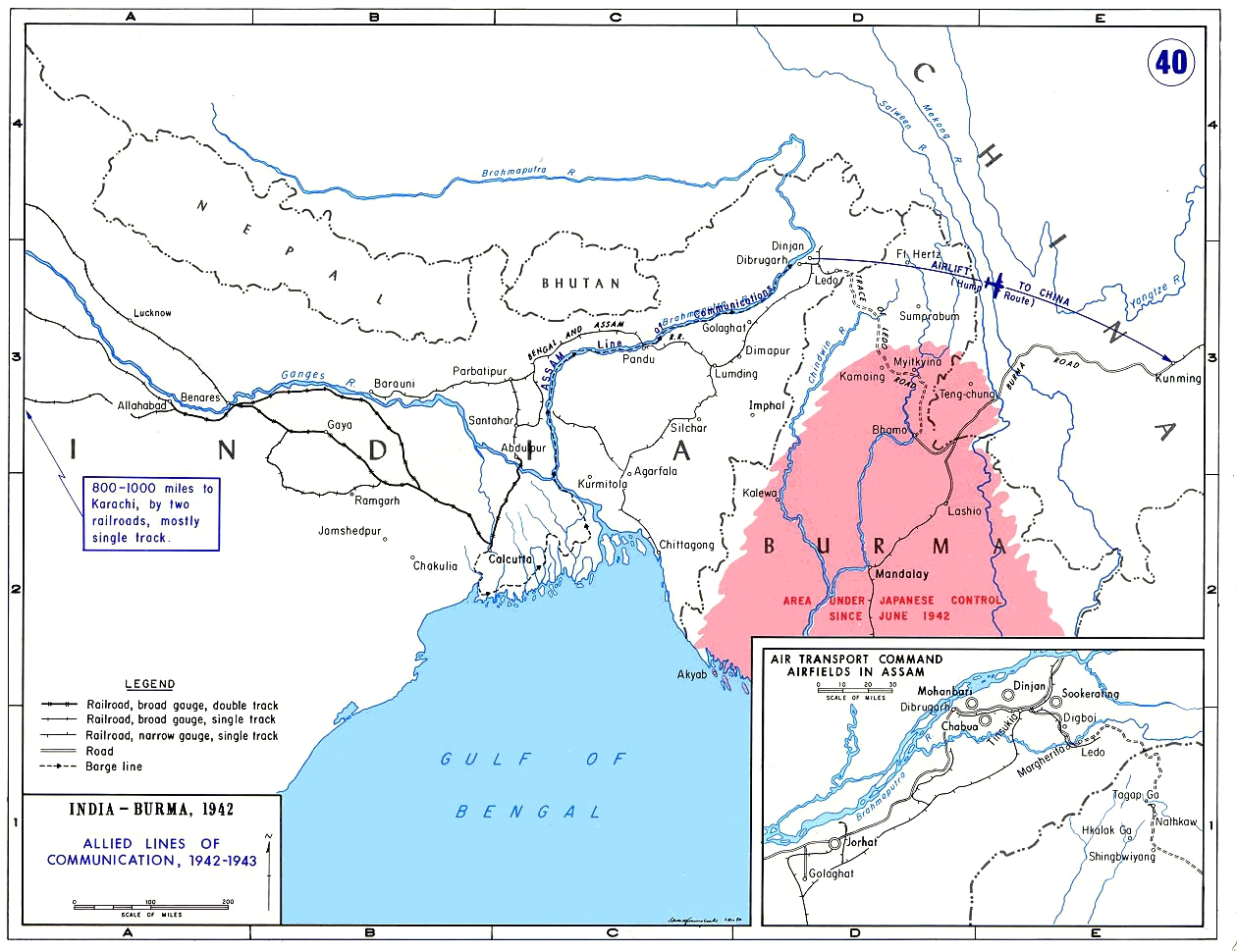
ヒマラヤ超えの援蔣航空ルート。日本陸軍の加藤隼戦闘隊などは「辻斬り」と称する攻撃を実施していた

ルーズベルト大統領は、対日無条件降伏を目指すカイロ宣言に中国を参加させた。ルーズベルトは蔣介石を巨頭として祭り上げ士気を高めさせようとした。この政策は蔣介石に対する優遇政策に見えるが、中国側にとっては余りにも過酷な課題であった。当時中国は1942年にビルマで日本軍が援蔣ルートを遮断した事で、アメリカからの軍事物資が空輸によるヒマラヤ越えのみとなって物資不足で戦局が不利であり、ヨーロッパ戦線や太平洋戦線と違い中国戦線にはアメリカ軍の援軍がいなかった。
さらにアメリカからの物資が不足している事に蔣介石は不満を募らせていた。更に中国国民党軍と日本支那派遣軍は装備や兵士の士気に圧倒的な差があった。中国国民党軍はドイツ式やアメリカ式の装備と訓練を受けた一部の中央軍（蔣介石直属の軍）の部隊を除けばゲリラと軍閥の寄せ集めのような集団であり士気は低く1943年頃に中国は将軍18名、高級将校70名、兵士50万人が日本軍に投降していた。逃亡を防ぐための督戦隊もあった。1945年1月のレド公路の打通まで中国側の軍事物資がヒマラヤ越えという不利な点を考慮すれば、日本と単独講和で休戦して連合国の戦線から離脱する事が蔣介石政権崩壊を防ぐための得策であった。
一方、同時期の1943年にイタリアは軍事的な考慮から枢軸国の戦線から離脱し、日独伊三国同盟の一角が崩れた。しかし英米首脳はカイロ会談で日本への無条件降伏を目指しており、そのためには中国大陸にいる100万人の日本陸軍を撃ち破ってくれる味方の地上軍が必要であり、その役割を蔣介石率いる中国軍に当てはめた。カイロ会談で行われた対日戦略は、テヘラン会談におけるソ連の役割を無理矢理に中国国民党に当てはめたという意味で無理のある戦略が立てられ、また中国から日本本土への爆撃計画も行われ、1943年11月に新竹空襲が実施された。カイロ宣言後に、スティルウェルや国務省の外交官からは次に日本軍の攻勢に晒されれば蔣介石政権が倒壊させられると危険信号が出された。一方カイロ宣言を知った日本陸軍は自分たちに無条件降伏を要求した蔣介石に激怒し、蔣介石の軍隊を粉砕させようと大攻勢を始めた。
そもそも蔣介石自身がスティルウェルによる中国戦線での指揮権と中国軍の抜本的改革に反発したため、大陸打通作戦における中国国民党軍は蔣介石の指揮下の弱小な軍隊だった。1944年の春、スティルウェルの予告どおり、国民党軍は大陸打通作戦で日本軍に大敗してもはや中国は勝てる見込みがなかったが、ルーズベルトは蔣介石に日本と単独講和で休戦させず戦争継続を唱え、半年後に国民党軍が総崩れになってしまう。ルーズベルトは中国本土から日本への空襲計画を考案したが、スティルウェルは空輸による戦略物資の輸送は限界がある上、中国内からの日本本土爆撃は日本軍の猛烈な反撃や更なる内陸侵攻をもたらし重慶政権が危うくなると反対しており、それが的中したのである。
ルーズベルトの提案した、中国に日本を無条件降伏をさせる対日戦略 と中国大陸からアメリカ軍の日本空襲計画、米英ソの連合国三巨頭に中国を加える事によって対日戦争での中国の士気を高める「四人の警察官構想」は彼の認識不足による過大なものであった。彼は劣勢な中国戦線を前述の激励させて士気を高める事によって解決させようとしたのであるが、中国は到底米英ソと共に第二次世界大戦を完遂する事について行けない事に気がつかなかった。
硫黄島の戦いや沖縄戦で見られるように日本軍の抵抗は頑強であり、その抵抗ぶりにはアメリカ軍が苦戦を強いられた程である。それほど頑強な抵抗をする日本軍（支那派遣軍）100万人を中国側が単独で無条件降伏させるような事はほぼ不可能であった。ルーズベルトがスターリンにソ連軍の対独戦勝後に対日参戦を要請したのは、日本を無条件降伏させるためにアメリカ軍の損害を増やさないためである。余談であるが、ソ連は自国内に侵攻してきたドイツを英米の協力の元押し戻し、無条件降伏させるために第二次世界大戦で最大の戦死者を出している。
1944年の秋頃にようやくルーズベルトは蔣介石の実力を認識し、対日無条件降伏では戦争を長期化させるとして、一日でも早く日本を降伏させるために日本への無条件降伏の内容を譲歩する方針を出した。
1945年2月の米英ソのヤルタ会談は中国代表の参加が認められず、ルーズベルトはスターリンに対して蔣介石の承諾なしにソ連の対日参戦や満州の利権確保を認め、朝鮮の南北分割まで取り決めた。これを伝え聞いた蔣介石は独自に日中の二ヶ国間和平交渉である繆斌工作を開始し、ソ連の満州侵入前に戦争を終結させようとした。これには日本側の小磯國昭首相も賛成・期待していたが天皇や重臣の支持が得られず逆に小磯内閣の総辞職を招いた。
1945年になっても中国には支那派遣軍を弱体化させる事は出来ず、1945年のポツダム宣言受諾の際に支那派遣軍総司令官の岡村寧次は「百万の精鋭健在のまま敗戦の重慶軍に無条件降伏するがごときは、いかなる場合にも、絶対に承服しえざるところなり」と無条件降伏に反対した。

## 1944年の他方面戦況との比較

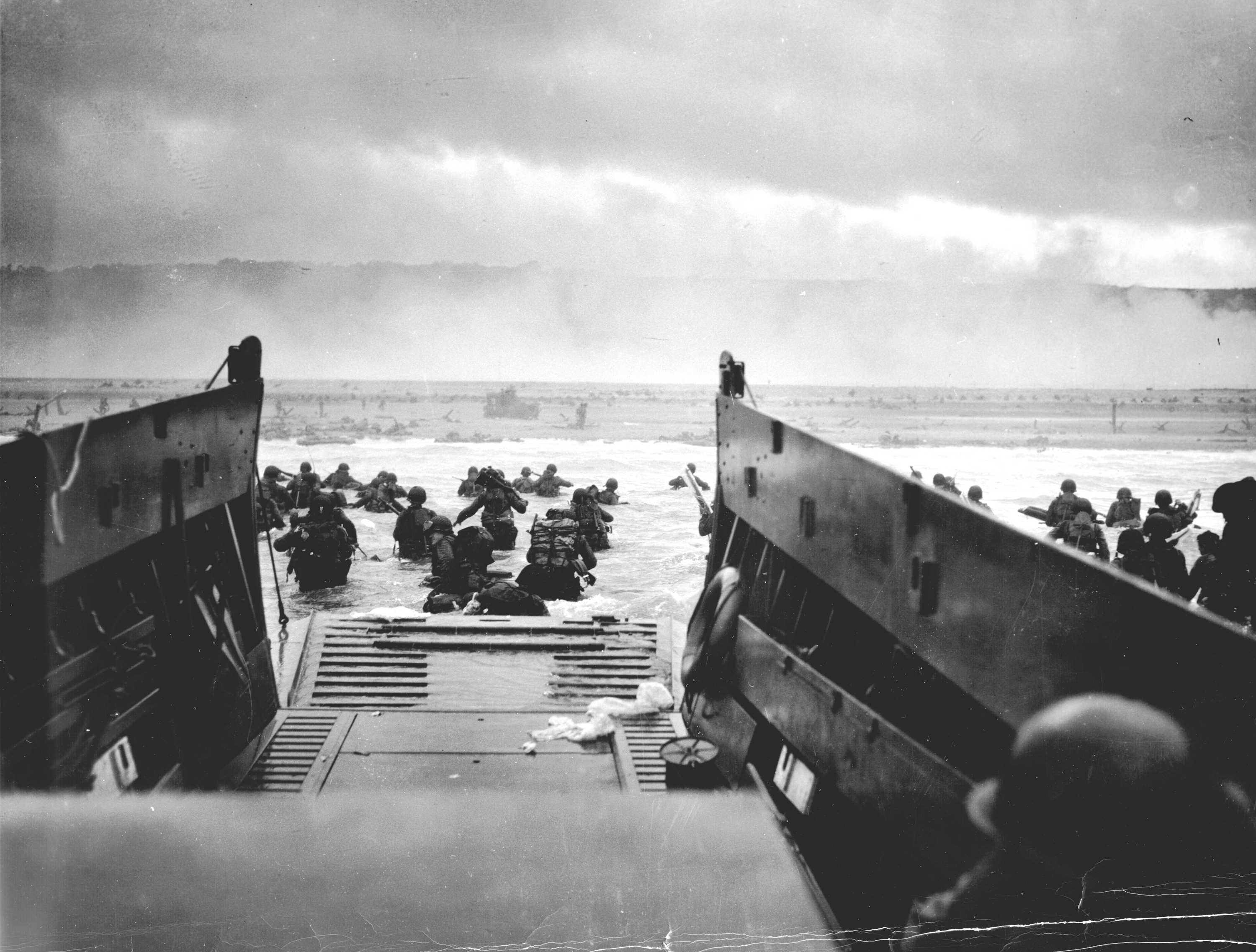
写真はノルマンディー上陸作戦。1944年に他の連合国は枢軸国に勝利を収めたが、中国では大敗していた

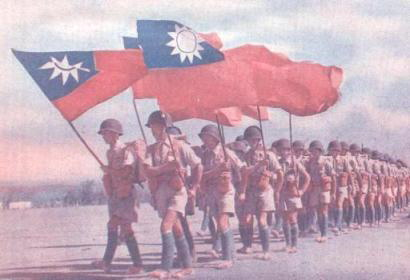
イギリス領インドで再編成された中国軍

イタリアは1943年9月に枢軸国から脱落したものの、日本とドイツは依然として強力な軍隊を保持しており、この2ヶ国を無条件降伏させるのは未だ簡単なことではなかった。西部戦線ではアメリカ・イギリスが6月のノルマンディー上陸作戦でフランスを解放し、さらに12月のバルジの戦いでもドイツの反撃を抑えた。イタリア戦線では6月にローマが連合国軍の手に落ちていた。独ソ戦でもソ連が反攻に転じて勝利を収め、開戦前の領土を回復しドイツ領内に侵攻した(バグラチオン作戦、6月22日 - 8月19日)。8月から9月にかけてはルーマニア、ブルガリア、フィンランドが枢軸国から脱落した。ドイツ国内では7月20日事件が発生した。
アジア太平洋戦線においては、1943年夏頃までは日本軍と連合国軍が一進一退を続けていたが、その後ビルマ方面でインパール作戦以降イギリスが日本に勝利し、マリアナ・パラオ諸島の戦いやフィリピンの戦い (1944-1945年)ではアメリカが勝利を重ねていた。つまり、1944年にはヨーロッパでもアジア太平洋でも他の連合国軍が勝ち進んでいる中で、中国だけが大陸打通作戦で惨敗しており、連合国の中で戦局は最も悲惨であった。中国を強く信頼していたルーズベルトに対し、チャーチルは中国の戦闘能力の低さを、スターリンは中国の戦争貢献の少なさを指摘している。
ビルマ戦線では、スティルウェルの指揮のもと再建された中国軍がミートキーナの戦いや拉孟・騰越の戦いで日本軍に勝利を収めたが、それらの部隊が中国本土に転戦するのは日本軍の敗色が濃くなった1945年になってからである。
本作戦は、枢軸国の敗色が濃厚となる中で数少ない枢軸国側の一方的勝利である。この期間、日本の大本営発表とそれに伴うマスコミの報道は中国戦線での勝利の発表で埋め尽くされた。1944年9月の大本営発表では、内容の約7割が中国大陸戦線の動向の発表だった。

## 関連作品
- 戰棋(zh:戰棋)第6号付録ゲーム『衡陽風暴1944』:1944年日中戦争における「大陸打通作戦」の過程で6月に発生した衡陽の戦いをテーマにしている。
- コマンドマガジン第118号付録ゲーム『帝国戦車師団:大陸打通作戦』[31]一号作戦の第一段階に当たる「河南作戦」を作戦級のスケールで再現している。
- 劉震雲『人間の条件1942』劉燕子訳、集広舎、2016年。 1942年春の河南旱魃に際して日本軍が軍糧を放出して難民を救済し、一部の中国の民衆が日本軍に協力した事件を描いた歴史小説[8][32]

## 注記
1. 1 2 3 4  “大陸打通作戦”.  コトバンク. 2023年3月19日閲覧。
2. 1 2 3 4  “陸軍激戦記録　中国編”.   日本帝国陸軍総覧. 2023年3月19日閲覧。
3. ↑  オールカラーでわかりやすい！太平洋戦争 [Kindle版] 172頁
4. ↑  伊藤、299頁。
5. ↑  伊藤294～295頁。
6. ↑  伊藤、322～324頁。
7. ↑  伊藤、312頁。
8. 1 2  劉燕子「人間の条件１９４２（温故一九四二）」を読むために」2015年11月12日集広舎
9. ↑  伊藤、313～314頁。
10. ↑  伊藤、316頁。
11. ↑  伊藤、330頁。
12. ↑  伊藤、340,343頁。
13. ↑  伊藤、346頁。
14. ↑   2017年2月23日閲覧
15. ↑  1939年にも一度日本軍が占領していたが、太平洋戦争開始に伴い放棄していた。
16. ↑  梅本弘,『第二次大戦の隼のエース』 大日本絵画、2010年8月　ｐ48
17. ↑  伊藤、319頁。
18. ↑  http://d.hatena.ne.jp/Apeman/20070710/p1
19. ↑  日军共战病六万六千人，某野战医院收治的6164人中死者2281人 而且这是44年5月下旬到11月下旬的统计，因此是不完全的 餓死した英霊たち P116
20. ↑  日军44年伤亡统计：病死者是战死的两倍多
21. ↑   アーカイブ 2019年4月26日 - ウェイバックマシン 記者が語りつぐ戦争 16 中国慰霊 読売新聞社 (1983/2) P187
22. ↑  中国近現代史年表
23. ↑  第二次世界大戦1939-45（下）78頁、191-192頁
24. ↑  歴史の探求（上）
25. ↑  バーバラ・W・タックマン 『失敗したアメリカの中国政策 ビルマ戦線のスティルウェル将軍』 朝日新聞社、1996年。
26. ↑  「中国における対日歴史認識および歴史研究動向に関する緊急調査」
27. ↑  1945年に蔣介石は繆斌を通じて和平工作を行った。国共内戦に備えて10万人の日本軍の貸与の条件であった。
28. ↑  書冊の山より|Web草思 第11回長谷川毅『暗闘』
29. ↑  ルーズベルトは中国に「中国による沖縄占領」「米中共同出兵による日本占領」という対日戦略を提案しているが、軍事力の乏しい中国による日本占領は不可能である。中国の役割は100万人の日本陸軍を釘付けにさせる以外は期待がなかった。
30. ↑  歴史家・鳥居民、自著を語る2005年7月22日
31. ↑  2006年6月4日読売新聞戸部良一書評